# Idaea litigiosaria
Idaea litigiosaria là một loài bướm đêm trong họ Geometridae.